# Koślaczek

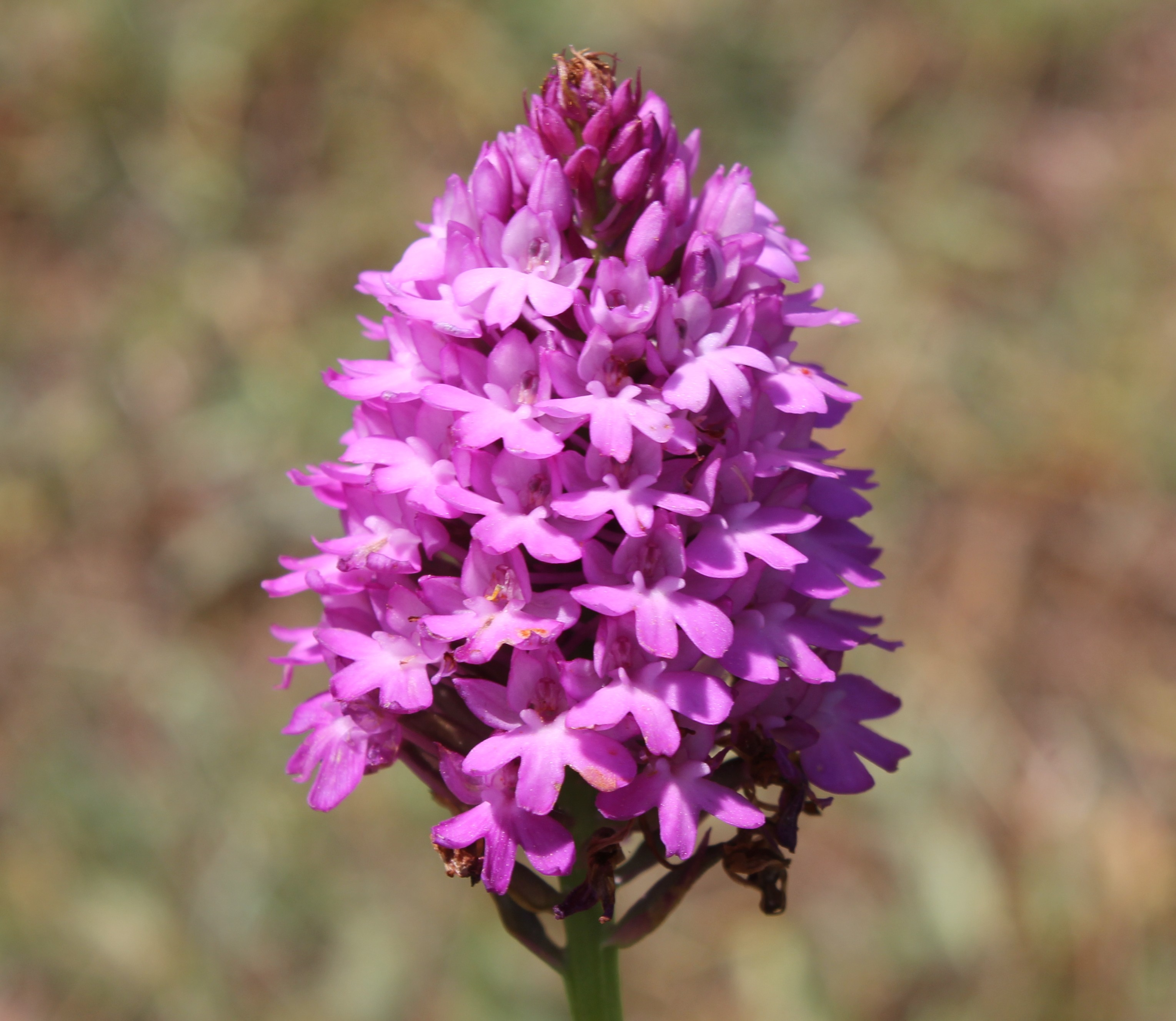
Kwiatostan koślaczka piramidalnego

Koślaczek (Anacamptis Rich.) – rodzaj bylin z rodziny storczykowatych (Orchidaceae). W zależności od ujęcia systematycznego zalicza się tu 1 lub 11–15 gatunków. Różnice w ujęciu rodzaju powstały po odkryciu zagnieżdżenia linii rozwojowej gatunku typowego wśród grupy taksonów wcześniej zaliczanych do rodzaju storczyk (Orchis). Grupa ta okazała się pod względem filogenetycznym tak odległa od innych przedstawicieli rodzaju Orchis, że od końca lat 90. XX wieku zaliczana jest właśnie do rodzaju koślaczek. Storczyki siedlisk nieleśnych (tylko A. pyramidalis spotykany bywa w widnych lasach), rosnące na glebach wapiennych, przepuszczalnych, rzadziej gliniastych i lekko kwaśnych. 

## Rozmieszczenie geograficzne
Zasięg rodzaju obejmuje niemal całą Europę (bez jej północno-wschodniej części), północno-zachodnią Afrykę (od Maroka po Libię) oraz południowo-zachodnią Azję (na wschodzie po Afganistan, Tadżykistan i Kazachstan). Najbardziej zróżnicowany jest w basenie Morza Śródziemnego. Do gatunków o najbardziej rozległym zasięgu należy A. pyramidalis. Najdalej na wschód sięgają gatunki: Anacamptis collina, A. pyramidalis i A. pseudolaxiflora.
Gatunki flory Polski
- koślaczek stożkowaty Anacamptis pyramidalis (L.) Rich.
- storczyk błotny Orchis palustris Jacq. ≡ Anacamptis palustris (Jacq.) R.M.Bateman, Pridgeon & M.W.Chase
- storczyk cuchnący Orchis coriophora L. ≡ Anacamptis coriophora (L.) R.M.Bateman, Pridgeon & M.W.Chase
- storczyk samczy Orchis morio L. ≡ Anacamptis morio (L.) R.M.Bateman, Pridgeon & M.W.Chase

## Morfologia
PokrójRośliny zielne z bulwami kulistymi lub jajowatymi, pustymi wewnątrz, z pędem nagim i ulistnionym.
LiściePrzyziemne i łodygowe, pozbawione plamek.
KwiatyZebrane w kilku- lub wielokwiatowy, luźny lub gęsty, krótki lub wydłużony kwiatostan groniasty. Kwiaty wsparte są przysadkami błoniastymi, rzadziej liściastymi, krótszymi, dłuższymi lub podobnej długości do zalążni. Listki okwiatu nagie, zwykle nieco wgięte, boczne z zewnętrznego okółka rozpostarte, górne zwykle tworzą kapturek, czasem luźny (A. papilionacea). Warżka z ostrogą, trójdzielna (łatki płytko lub głęboko wycięte), z bocznymi łatkami zaokrąglonymi, z łatką środkową zaokrągloną lub wyciętą, gładką, brodawkowatą, rzadko owłosioną. Prętosłup jest krótki, rostellum małe, pyłkowiny dwie z jedną lub wiema tarczkami nasadowymi (viscidium). Zalążnia walcowata, skręcona i naga, siedząca lub krótkoszypułkowa.

## Systematyka
Pozycja systematyczna według Angiosperm Phylogeny Website (aktualizowany system APG IV z 2016)
Jeden z rodzajów podplemienia Orchidinae w plemieniu Orchideae w obrębie podrodziny storczykowych (Orchideae) z rodziny storczykowatych (Orchidaceae). Storczykowate są kladem bazalnym w rzędzie szparagowców Asparagales w obrębie jednoliściennych.
W ujęciu systematycznym stosowanym w taksonomii od 1997 (Anacamptis razem z "kladem Orchis morio") rodzaj stanowi grupę siostrzaną dla rodzaju Serapias, a wraz z nim jest grupą siostrzaną dla rodzaju dwulistnik (Ophrys). We wcześniejszym, tradycyjnym ujęciu rodzaj Anacamptis był taksonem monotypowym z jednym gatunkiem – A. pyramidalis.
Wykaz gatunków
- Anacamptis boryi (Rchb.f.) R.M.Bateman, Pridgeon & M.W.Chase
- Anacamptis collina (Banks & Sol. ex Russell) R.M.Bateman, Pridgeon & M.W.Chase
- Anacamptis coriophora (L.) R.M.Bateman, Pridgeon & M.W.Chase (syn. Orchis coriophora L.) – storczyk cuchnący
- Anacamptis cyrenaica (E.A.Durand & Barratte) H.Kretzschmar, Eccarius & H.Dietr.
- Anacamptis israelitica (H.Baumann & Dafni) R.M.Bateman, Pridgeon & M.W.Chase
- Anacamptis laxiflora (Lam.) R.M.Bateman, Pridgeon & M.W.Chase
- Anacamptis morio (L.) R.M.Bateman, Pridgeon & M.W.Chase (syn. Orchis morio L.) – storczyk samczy
- Anacamptis palustris (Jacq.) R.M.Bateman, Pridgeon & M.W.Chase (syn. Orchis palustris Jacq.) – storczyk błotny
- Anacamptis papilionacea (L.) R.M.Bateman, Pridgeon & M.W.Chase
- Anacamptis pyramidalis (L.) Rich. – koślaczek stożkowaty
- Anacamptis sancta (L.) R.M.Bateman, Pridgeon & M.W.Chase

Mieszańce międzygatunkowe
- Anacamptis × alata (Fleury) H.Kretzschmar, Eccarius & H.Dietr.
- Anacamptis × alatoides (Gadeceau) H.Kretzschmar, Eccarius & H.Dietr.
- Anacamptis × caccabaria (Verg.) H.Kretzschmar, Eccarius & H.Dietr.
- Anacamptis × dafnii (Wolfg.Schmidt & R.Luz) H.Kretzschmar, Eccarius & H.Dietr.
- Anacamptis × duquesneyi (Rchb.f.) J.M.H.Shaw
- Anacamptis × eccarii H.Kretzschmar & G.Kretzschmar
- Anacamptis × feinbruniae (H.Baumann & Dafni) H.Kretzschmar, Eccarius & H.Dietr.
- Anacamptis × genevensis (Chenevard) H.Kretzschmar, Eccarius & H.Dietr.
- Anacamptis × gerakarionis (Faller & Kreutz) H.Kretzschmar, Eccarius & H.Dietr.
- Anacamptis × laniccae (Braun-Blanq.) H.Kretzschmar, Eccarius & H.Dietr.
- Anacamptis × larzacensis (H.Kurze & O.Kurze) H.Kretzschmar, Eccarius & H.Dietr.
- Anacamptis × lasithica (Renz) H.Kretzschmar, Eccarius & H.Dietr.
- Anacamptis × lesbiensis (Biel) H.Kretzschmar, Eccarius & H.Dietr.
- Anacamptis × lloydiana (Rouy) H.Kretzschmar, Eccarius & H.Dietr.
- Anacamptis × menosii (Chr.Bernard & G.Fabre) H.Kretzschmar, Eccarius & H.Dietr.
- Anacamptis × nicodemi (Cirillo ex Ten.) B.Bock
- Anacamptis × olida (Bréb.) H.Kretzschmar, Eccarius & H.Dietr.
- Anacamptis × parvifolia (Chaub.) H.Kretzschmar, Eccarius & H.Dietr.
- Anacamptis × sciathia (Biel) H.Kretzschmar, Eccarius & H.Dietr.
- Anacamptis × semisaccata (E.G.Camus) H.Kretzschmar, Eccarius & H.Dietr.
- Anacamptis × simorrensis (E.G.Camus) H.Kretzschmar, Eccarius & H.Dietr.
- Anacamptis × timbali (Velen.) H.Kretzschmar, Eccarius & H.Dietr.
- Anacamptis × vanlookenii (Chr.Bernard & G.Fabre) H.Kretzschmar, Eccarius & H.Dietr.